# 303 (číslo)
Tři sta tři je přirozené číslo, které následuje po čísle tři sta dva a předchází číslu tři sta čtyři. Římskými číslicemi se zapisuje CCCIII a řeckými číslicemi τγ.

## Matematika
303 je:
- Poloprvočíslo
- nlNešťastné číslo
- Příznivé číslo

## Astronomie
- (303) Josephina je planetka hlavního pásu, kterou objevil v roce 1891 Elia Millosevich

## Doprava
- Silnice II/303 je česká silnice II. třídy vedoucí na trase Náchod – Hronov – Police nad Metují – Broumov – Polsko[1][2]

## Roky
- 303
- 303 př. n. l.